# Open Door Council
El Open Door Council (Consejo de Puertas Abiertas), establecido en mayo de 1926, fue una organización británica que ejerció presión en favor de la igualdad de oportunidades económicas de las mujeres. Se opuso a la extensión de la "legislación protectora" para las mujeres, en cuanto a la legislación, argumentando que las mujeres efectivamente son excluidas de trabajos mejor pagados como la minería. En 1929, se abrieron agencias internacionales de índole similar, como la Open Door International que fue presidida por Chrystal Macmillan hasta su fallecimiento en 1937.
El Consejo de Puertas Abiertas fue establecido por Lady Rhondda del Six Point Group, Elizabeth Abbott de NUSEC, Sarah Clegg (-1931) de la London Society for Women's Service, Emmeline Pethick-Lawrence de la Women's Freedom League y Virginia Crawford de St Joan's Social and Political Alliance. La composición del Consejo de Puertas Abiertas se superponía considerablemente con el de Six Point Group.
La organización continuó hasta 1965.
Documentos relativos al Consejo de puertas abiertas, se resguardan en el Women's Library.